# Давід Катала
Давід Катала (ісп. David Catalá, нар. 3 травня 1980, Барселона) — іспанський футболіст, що грав на позиції захисника. По завершенні ігрової кар'єри — тренер. З 2022 року очолює тренерський штаб команди «Аполлон».

## Клубна кар'єра
Вихованець клубу «Еспаньйол» з рідного міста Барселона і з 1999 року став виступати за резервну команду. 
6 травня 2000 року дебютував в іспанській Прімері за першу команду, вийшовши на заміну замімість Крістобаля Паррало на 89-й хвилині гостьового поєдинку проти «Нумансії» (0:2). У сезоні 2001/02 він з'являвся ще в 6 матчах Прімери, при цьому лише 1 травня 2002 року в матчі проти «Малаги» (1:2) вийшовши в основному складі «Еспаньйола», тому так і не закріпився в першій команді.
Влітку 2003 року Катала перейшов до клубу іспанської Сегунди «Херес», де провів один сезон, післячого виступав за інші команди другої за значимістю іспанської ліги:  «Льєйда», «Альбасете», «Лорка Депортіва», «Саламанка» та «Сельта Віго» і провів понад 200 ігор у Сегунді.
28 липня 2012 року перейшов до кіпрського клубу АЕК (Ларнака), за який відіграв 7 сезонів. Граючи у складі ларнацького АЕК також здебільшого виходив на поле в основному складі команди і став володарем Кубка Кіпру у 2018 році. Завершив професійну кар'єру футболіста виступами за команду АЕК (Ларнака) у 2019 році.

## Кар'єра тренера
Розпочав тренерську кар'єру невдовзі по завершенні кар'єри гравця, 2021 року, очоливши тренерський штаб клубу АЕК (Ларнака), де пропрацював з 2021 по 2022 рік.
12 серпня 2022 року очолив тренерський штаб команди «Аполлон».

## Титули і досягнення
- Володар Кубка Кіпру (1):

АЕК (Ларнака): 2017/18
- Володар Суперкубка Кіпру (1):

«Аполлон»: 2022